# 666: The Child
666: The Child, también conocido como La Profecía del 666 o el Niño, es una película estadounidense del 2006 producida por el director de cine de ascendencia hispana, Jack Perez. Está basada en la película La Profecía y en la novela del escritor brasileño, Claudio Carvalho, que la escribió en Río de Janeiro. Esta película sería la continuación de Omen IV: The Awakening o la La profecía 4: El renacer, de 1991.

## Sinopsis
Después de un accidente de avión donde un niño es el único sobreviviente, Erika Lawson, una periodista y presentadora de televisión, convence a su esposo, el camarógrafo Scott, de adoptar al niño. Erika y Scott recuerdan que durante mucho tiempo su deseo es adoptar a un niño. Resulta que Donald ya es huérfano y que fue adoptado de un orfanato de San Francisco (California). Ellos traen a casa a Donald y Scott le encargará a su padre, Jake, para cuidar de Donald mientras la pareja sale a trabajar. Sin embargo, sucederá una serie de extrañas tragedias sin explicación, lo que culminará con la muerte de Jake, la niñera Lucy y ambos fenómenos extraños se originarán en la casa de la familia Lawson. Sin embargo, Lucy está convencida de que el niño es el Anticristo y que ella se convertirá en su seguidora. Con Donald, provocarán más muertes y tragedias a la familia Lawson.

## Reparto
| Actor          | Personaje          |
| -------------- | ------------------ |
| Adam Vincent   | Scott Lawson       |
| Booboo Stewart | Donald             |
| Sarah Lieving  | Erika Lawson       |
| Rodney Bowman  | Tony               |
| Nora J. Novak  | Lucy Fir           |
| Lucy Doty      | verrückte Nonne    |
| Bob McEwen     | Big Jake           |
| Kim Little     | Mary Lou           |
| Katie Winslow  | Krankenschwester   |
| Reza Riazi     | Krankenhauspatient |